# 花巻空港本線料金所
花巻空港本線料金所（はなまきくうこうほんせんりょうきんじょ）は、岩手県花巻市にある釜石自動車道の本線料金所である。

## 沿革
2007年（平成19年）6月1日に東和IC以遠が新直轄方式（無料区間）になったことにともない東和ICの料金所が廃止され、花巻空港インターチェンジから東に約1 kmの本線上に料金所が設置された。

## 料金所施設
ブース数：4
下り線
- ブース数：2
  - ETC専用：1
  - 一般：1

上り線
- ブース数：2
  - ETC専用：1
  - 一般：1

## 隣
E46 釜石自動車道
(1) 花巻空港IC - 花巻空港TB - (2) 東和IC